# Phyllocnistis baccharidis
Phyllocnistis baccharidis är en fjärilsart som beskrevs av E. M. Hering 1958. Phyllocnistis baccharidis ingår i släktet Phyllocnistis och familjen styltmalar. Inga underarter finns listade i Catalogue of Life.